# هاينريش فوغت
هاينريش فوغت (بالألمانية: Heinrich Vogt)‏‏ (23 أبريل 1875 في ريغنسبورغ - 24 سبتمبر 1957 في باد بيرمونت) طبيب، ومؤلف، وأستاذ جامعي، وطبيب أعصاب من ألمانيا.